# 大川街道
大川街道是中华人民共和国吉林省延边朝鲜族自治州汪清县下辖的一个街道。面积4.27平方公里，总人口5.89万人。大川街道办事处驻大安路南56号幸福社区三楼。

## 行政区划
大川街道辖大川、大明、幸福、南山四个社区工作委员会。